# Cymothoe similis
Cymothoe similis är en fjärilsart som beskrevs av Heinrich Neustetter 1912. Cymothoe similis ingår i släktet Cymothoe och familjen praktfjärilar. Inga underarter finns listade i Catalogue of Life.